# Azgueilem Tiyab
Azgueilem Tiyab è uno dei cinque comuni del dipartimento di Monguel, situato nella regione di Gorgol in Mauritania. Contava 12.949 abitanti nel censimento della popolazione del 2013.